# Bahnhofstraße (Erfurt)
Die Bahnhofstraße ist eine Straße in der Altstadt von Erfurt. Sie führt vom Anger im Stadtzentrum zum Hauptbahnhof und weiter zur Schillerstraße im Süden am Stadtring.

## Lage und Verkehr

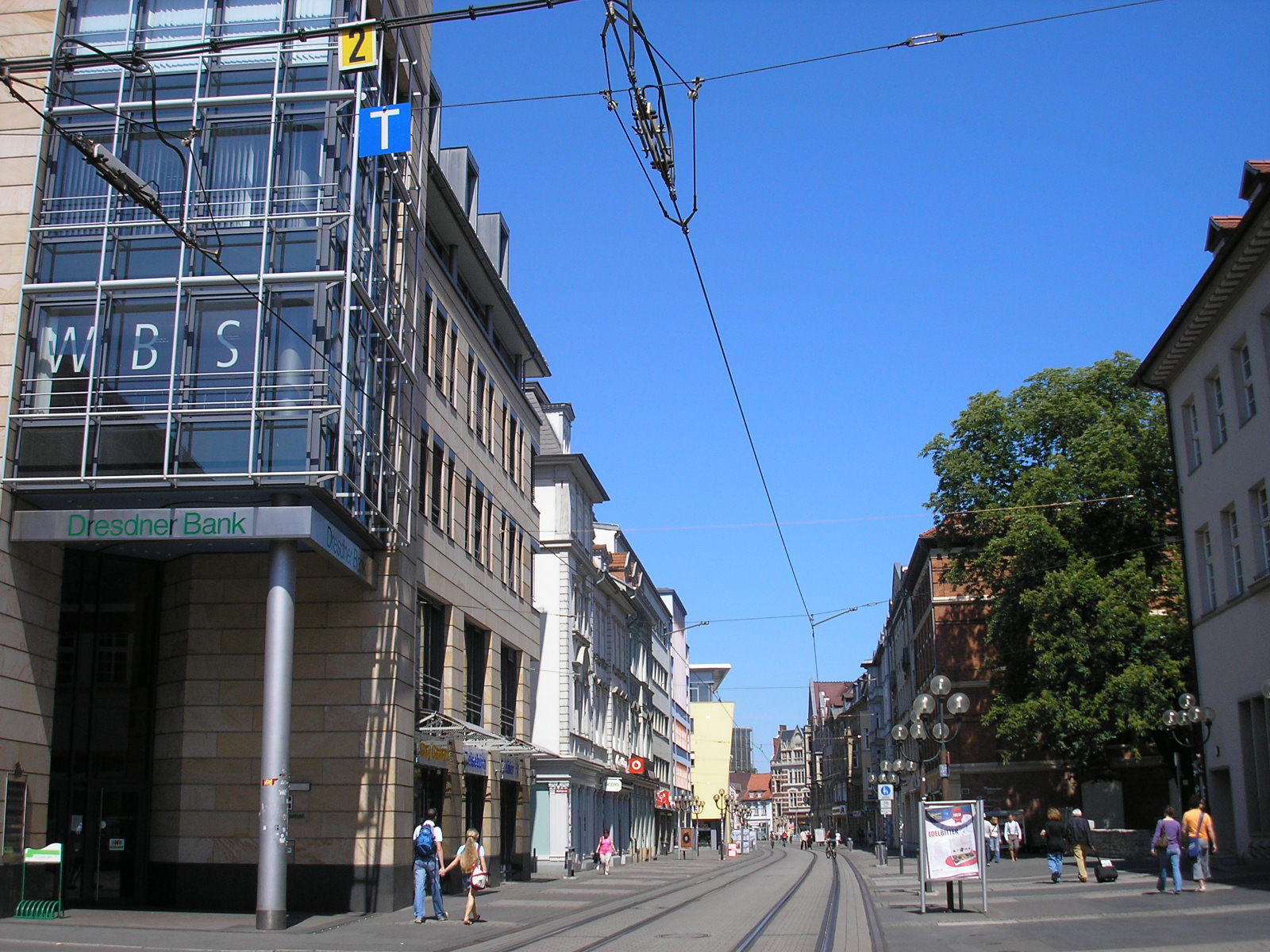
Blick vom Juri-Gagarin-Ring in Richtung Anger

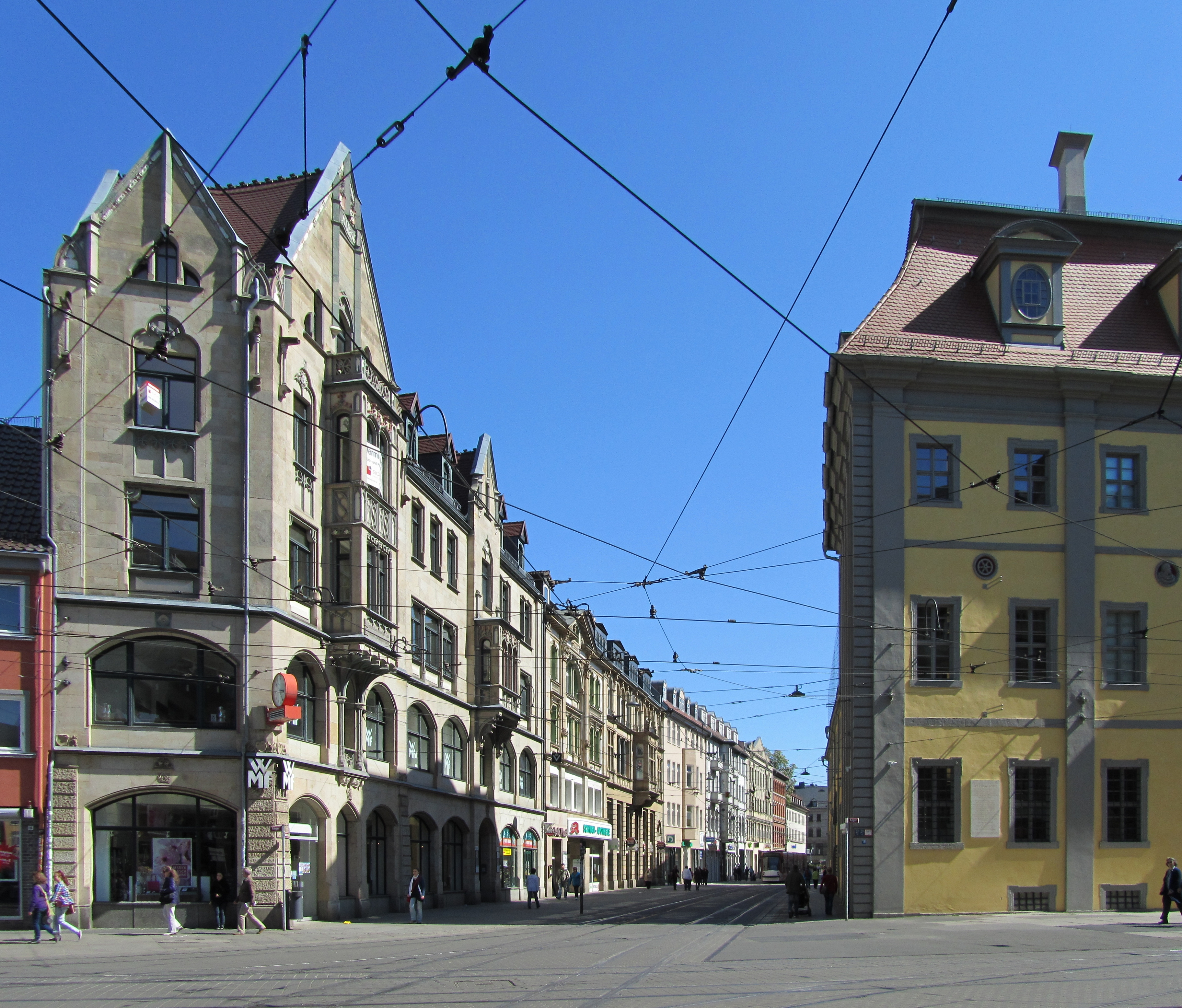
Blick vom Anger in die Bahnhofstraße

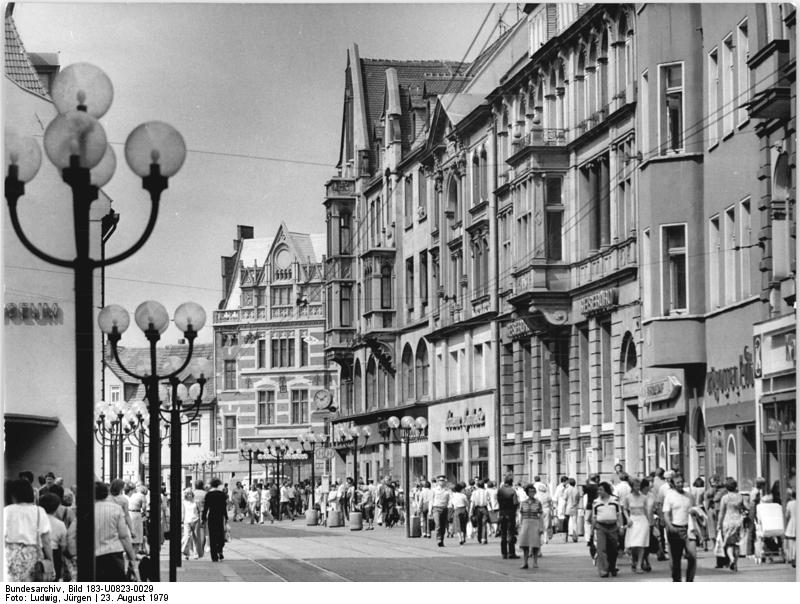
Einmündung am Anger 1979

Die Bahnhofstraße beginnt am Anger, den sie nach Süden verlässt. Der erste Abschnitt bis zur Querung des Juri-Gagarin-Rings ist eine Fußgängerzone. Der südliche Teil ist ein verkehrsberuhigter Bereich, der vor allem dem Anwohner- und Lieferverkehr dient. Im weiteren Verlauf führt die Bahnhofstraße über den Willy-Brandt-Platz, bevor sie unter dem Hauptbahnhof hindurch führt. Dahinter schließt sich eine Brücke über den Flutgraben an, ehe die Bahnhofstraße an der Daberstedter Schanze, dem heutigen Stadtpark in die Schillerstraße einmündet.
Charakteristisch für die Bahnhofstraße sind die Arkaden auf der Ostseite zwischen dem Juri-Gagarin-Ring und dem Willy-Brandt-Platz. Sie führen über etwa 150 Meter durch alle Gebäude vom Burenhaus im Norden bis zum Erfurter Hof im Süden hindurch und sind von Geschäften, vor allem von Imbissständen, flankiert.
Die Bahnhofstraße ist heute vor allem für den öffentlichen Verkehr von Bedeutung. Auf ihr verkehren fünf Straßenbahnlinien, rechnerisch tagsüber alle 60 Sekunden ein Zug. Außerdem führen auch einige Stadtbuslinien durch die Bahnhofstraße. Daneben ist sie auch für Fußgänger und Radfahrer als Zugang der Innenstadt zum Bahnhof und südöstlichen Stadtgebiet bedeutsam.

## Geschichte
Die Bahnhofstraße bestand bereits lange Zeit vor der Anlage des Bahnhofs. Sie taucht bereits 1510 als Augustusgasse erstmals auf. Damals befand sich auf Höhe des Juri-Gagarin-Rings die innere Stadtmauer mit dem Augusttor. Noch heute heißt eine hier einmündende Straße Augustmauer. Diese Namen leiten sich vom heiligen Augustinus ab, dem die Reglerkirche an der Ostseite der Straße gewidmet ist. Hinter dem Augusttor spaltet sich die Straße auf und führt einerseits auf dem Verlauf der heutigen Bahnhofstraße weiter an die äußere Mauer, an der sich allerdings hier kein Tor befand, sodass sie gegenüber dem östlichen Arm weniger bedeutend war. Der östliche Arm ist die Schmidtstedter Straße, die zum Schmidtstedter Tor im Bereich des heutigen Schmidtstedter Knotens führte. Durch dieses Tor verlief die Straße nach Weimar. Heute hat sich diese Situation umgekehrt und die Schmidtstedter Straße verfügt nicht mehr über eine Brücke über den Flutgraben, sodass sie heute keine Bedeutung für den Verkehr mehr hat, während die Bahnhofstraße durchgängig ist.
1847 erhielt Erfurt durch die Fertigstellung der Thüringer Bahn einen Eisenbahnanschluss. Der Bahnhof entstand am Ende der Bahnhofstraße, die damals noch Auguststraße hieß. Erst nach der Verlegung der ebenerdigen Bahnanlagen auf einen Damm, dem Abriss der Stadtbefestigung 1873 und dem Bau einer Brücke über den neu angelegten Flutgraben um 1890 wurde die Bahnhofstraße nach Süden erweitert und an die Schillerstraße angeschlossen.
1870 wurde sie in Bahnhofstraße umbenannt und seit 1883 fahren hier Straßenbahnen entlang. Zwischen 1933 und 1945 trug sie den Namen Adolf-Hitler-Straße.

## Bebauung
Die heutige Bebauung der Bahnhofstraße entstand zum größten Teil zwischen 1880 und 1930. Sie besteht aus repräsentativen Geschäftsbauten des Historismus und des Neuen Bauens. Bedeutende Bauwerke an der Bahnhofstraße sind der Kurmainzer Waagehof (Angermuseum) am Beginn, die Reglerkirche, der Erfurter Hof und der alte und neue Hauptbahnhof. Zwei weitere Kirchen an der Bahnhofstraße, die Albanikirche an der Augustmauer und die Gangolfikirche an der Schmidtstedter Straße sind heute nicht mehr vorhanden.